# Là-haut (bande originale)
Pour les articles homonymes, voir Là-haut.
Albums de Michael Giacchino
Star Trek
(2009) Le Monde (presque) perdu
(2009)
Là-haut est la bande originale du film d'animation du même nom. Recevant beaucoup de récompenses, dont l'Oscar de la meilleure musique de film, elle est composée et produite par Michael Giacchino et distribuée par Walt Disney Records en téléchargement légal en 2009, puis par Intrada Records en édition limitée à 10.000 copies sur CD en 2011.

## Vue d'ensemble de l'album

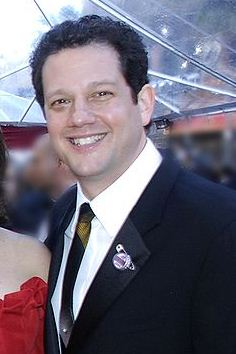
Michael Giacchino, compositeur de l'album.

Cette composition est la troisième coopération entre la Walt Disney Pictures et Michael Giacchino, après Les Indestructibles et Ratatouille. Giacchino utilise ici une technique musicale appelée « transformation thématique », avec des partitions largement induites du courant Leitmotiv et très classique, assez proche des autres compositions de l'artiste américain à ses débuts, comme Ratatouille ou Mission: Impossible III. Le thème de la valse principale de « Up » s’inscrit à coup sûr parmi les plus belles mélodies de Michael Giacchino pour les compositions pour la Walt Disney Pictures, un thème rafraîchissant et mélodieux qui reste gravé dans l’esprit après la fin de la projection. Married life évoque avec un charme rétro imprégné de jazz des années 30  la vie de famille de Fredricksen  et sa femme, et le solo de piano accompagnant la mort de Ellie, la femme de Carl, a la dernière partie de ce morceau, est a la fois  une quintessence de mélancolie et une prélude a une perspective d'aventure. C'est ainsi donc que Giacchino donne le la sur cette aventure  : à cette grande échappée dans des contrées inexplorées, il répond par une musique énergique, survitaminée et hyper colorée. L’action reprend ainsi avec le percussif three dog dash, alternant avec des passages tropicaux  comme « Kevin Break’n » pour la scène où Fredricksen et Russell font la rencontre de  Kevin. S'ensuit alors une orgie d'exotisme et d'émotions d'une orchestration frénétique mais  subtilisées par l'utilisation du Xylophone, assez reçurent dans les œuvres de Giacchino. Pour enfin clore ce set par Up with end credits, un morceau accentué encore par une touche leitmotiv et thématique, avec une ambiance assez bon enfant mais sérieux, sorte de cocktails exotique, mélange des trois principaux thème du film montés en apothéose pour conclure une  aventure dominée  par les bases musicaux des années 30.

## Réception
L'album reçoit des critiques très favorables de la part des presses et sites web spécialisés.Le site Frenetic Arts considere que "On ne peut que s'agenouiller devant la puissance épique de certains morceaux de Là-haut, construits à l'ancienne autour d'accords de cuivres (souvent à contretemps), d'ostinatos de cordes et de percussions brutales". 

## Liste des titres
Tous les titres sont composés par Michael Giacchino, à part les trois derniers qui sont des effets sonores composés par le studio Skywalker Sound inclus dans le film.
| No  | Titre                           | Durée |
| --- | ------------------------------- | ----- |
| 1.  | Up with Titles                  | 0:53  |
| 2.  | We're in the Club Now           | 0:43  |
| 3.  | Married Life                    | 4:10  |
| 4.  | Carl Goes Up                    | 3:33  |
| 5.  | 52 Chachki Pickup               | 1:14  |
| 6.  | Paradise Found                  | 1:03  |
| 7.  | Walkin' the House               | 1:03  |
| 8.  | Three Dog Dash                  | 0:51  |
| 9.  | Kevin Beak'n                    | 1:14  |
| 10. | Canine Conundrum                | 2:03  |
| 11. | The Nickel Tour                 | 0:52  |
| 12. | The Explorer Motel              | 1:26  |
| 13. | Escape from Muntz Mountain      | 2:43  |
| 14. | Giving Muntz the Bird           | 1:58  |
| 15. | Stuff We Did                    | 2:13  |
| 16. | Memories Can Weigh You Down     | 1:12  |
| 17. | The Small Mailman Returns       | 3:11  |
| 18. | He's Got the Bird               | 0:29  |
| 19. | Seizing the Spirit of Adventure | 5:19  |
| 20. | It's Just a House               | 1:59  |
| 21. | The Ellie Badge                 | 1:30  |
| 22. | Up with End Credits             | 7:38  |
| 23. | The Spirit of Adventure         | 2:23  |
| 24. | Carl's Maiden Voyage            | 0:52  |
| 25. | Muntz's Dark Reverie            | 0:52  |
| 26. | Meet Kevin in the Jungle        | 1:32  |

## Récompenses et nominations

### Récompenses
- Oscars  2010[7] : Oscar de la meilleure musique de film pour Michael Giacchino.
- Grammy Awards : Grammy de la meilleure composition instrumentale pour le titre "married life", et  meilleure bande originale pour long metrage, la télévision ou autre support visuel.
- Golden Globes : Meilleure musique originale.
- Bafta awards : Meilleure musique de film.
- Online Film Critics Society awards :  Meilleure musique de film.
- Austin Film critics awards : Meilleure musique originale
- British Academy Film Awards : Prix Anthony Asquith du meilleure musique de film.
- Critics' Choice Movie Awards : Meilleure musique de film.
- Chicago Film Critics Association awards : Meilleure musique original
- Phoenix film critics awards : Meilleure musique de film

### Nominations
- Annie Awards : Meilleure musique dans un film d'animation.
- Grammy Awards : Meilleure arrangement  instrumentale pour Up with end credits.
- Saturn Awards : Meilleure musique originale.
- Satellite Awards : Meilleure musique de film.